# Jadwiga Maleszewska
Jadwiga Maria Maleszewska (ur. 16 sierpnia 1890 w Warszawie, zm. ?) – polska działaczka społeczna, założycielka i pierwsza przewodnicząca Stowarzyszenia „Rodzina Policyjna”, wiceprzewodnicząca Stowarzyszenia „Rodzina Wojskowa” w latach 30. XX wieku.

## Życiorys
Jadwiga Maleszewska była sanitariuszką w czasie wojny polsko-bolszewickiej w 1920 roku.
Od 1926 roku pracowała w Stowarzyszeniu „Nasz Dom”. W 1928 roku zorganizowała Stowarzyszenie „Rodzina Policyjna”, którego była przewodniczącą do 18 lutego 1935 roku. Następnie została wiceprzewodniczącą Stowarzyszenia „Rodzina Wojskowa”. Stowarzyszenie „Rodzina Wojskowa” zostało powołane oficjalnie 3 lutego 1925 roku w Warszawie na zebraniu około 300 przedstawicielek środowiska wojskowego, z udziałem marszałka Józefa Piłsudskiego. Postanowiono wtedy, że zasadniczym celem Stowarzyszenia „Rodzina Wojskowa” będzie integracja żon i rodzin – inicjowanie i udzielanie w uzasadnionych przypadkach pomocy ekonomicznej rodzinom wojskowych oraz nawiązywanie i utrzymywanie łączności ideowej, towarzyskiej i kulturalnej środowiska. Idea Stowarzyszeń Rodziny Policyjnej i Rodziny Wojskowej kontynuowana jest do dziś

## Ordery i odznaczenia
- Złoty Krzyż Zasługi (10 listopada 1933)[5]

## Życie prywatne
Jadwiga Dunin-Borkowska była córką Bronisława i Antoniny z Adamieckich. 12 czerwca 1909 roku wyszła za Janusza Jagrym-Maleszewskiego.